# گل کمانچه‌ای
گل کمانچه‌ای (نام علمی: Amsinckia) نام یک سرده از خانواده گاوزبانیان است.